# 拉马尔迈松
拉马尔迈松（法語：La Malmaison，法語發音：[la malmɛzɔ̃]）是法國大東部大區埃納省的一个市鎮，属于拉昂區。
一戰中法国與德国的拉马尔迈松战役正發生於此。

## 地理
拉马尔迈松（49°30'56"N, 3°58'51"E）面积25.61 平方千米，位于法国上法蘭西大區埃纳省，该省份为法国北部内陆省份，北起北部省，西接索姆省和瓦兹省，东临阿登省和马恩省，西南至塞纳-马恩省，东北部与比利时接壤
与拉马尔迈松接壤的市镇（或旧市镇、城区）包括：阿米方丹、洛尔、尼济勒孔特、普鲁韦、普罗维瑟和普莱努瓦、锡索讷。
拉马尔迈松的时区为UTC+01:00、UTC+02:00（夏令时）。

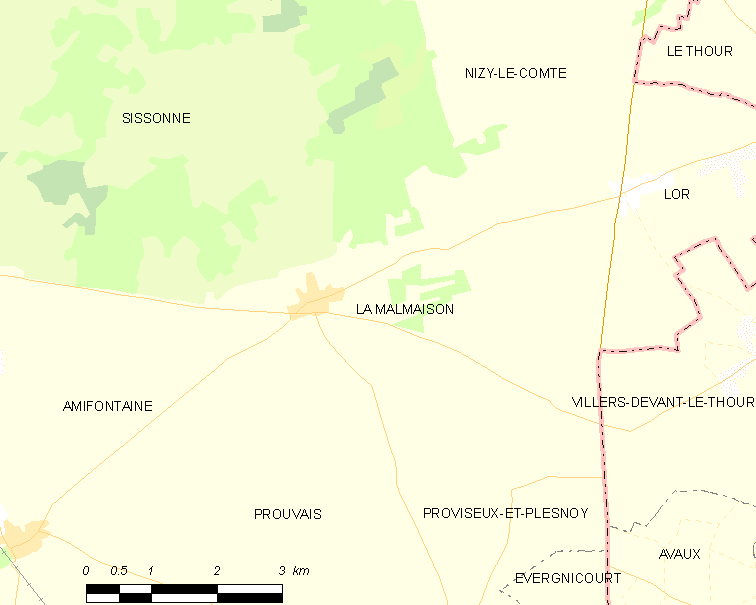
拉马尔迈松的OSM定位图

## 行政
拉马尔迈松的邮政编码为02190，INSEE市镇编码为02454。

## 政治
拉马尔迈松所属的省级选区为埃纳河畔新城县。

## 人口

1962-2008年间拉马尔迈松人口变化图示

拉马尔迈松于2022年1月1日时的人口数量为403人。